# Buliu (köpinghuvudort i Kina, Shandong Sheng, lat 37,34, long 122,43)
Buliu (kinesiska: 埠柳, 埠柳镇) är en köpinghuvudort i Kina. Den ligger i provinsen Shandong, i den östra delen av landet, omkring 490 kilometer öster om provinshuvudstaden Jinan. Antalet invånare är 19 946. Befolkningen består av 9 813 kvinnor och 10 133 män. Barn under 15 år utgör 4,0 %, vuxna 15-64 år 73 %, och äldre över 65 år 22,0 %.
Runt Buliu är det tätbefolkat, med 411 invånare per kvadratkilometer. Närmaste större samhälle är Chengshan, 11,2 km öster om Buliu. I omgivningarna runt Buliu växer i huvudsak blandskog.
Genomsnittlig årsnederbörd är 717 millimeter. Den regnigaste månaden är juli, med i genomsnitt 210 mm nederbörd, och den torraste är januari, med 14 mm nederbörd.